# Cambridge (Minnesota)
Cambridge es una ciudad ubicada en el condado de Isanti en el estado estadounidense de Minnesota. En el Censo de 2010 tenía una población de 8111 habitantes y una densidad poblacional de 408 personas por km². Se encuentra varios kilómetros al oeste del río St. Croix —que la separa de Wisconsin— y al este del río Misisipi. 

## Geografía
Cambridge se encuentra ubicada en las coordenadas 45°33′39″N 93°13′40″O / 45.56083, -93.22778. Según la Oficina del Censo de los Estados Unidos, Cambridge tiene una superficie total de 19.88 km², de la cual 19.32 km² corresponden a tierra firme y (2.81%) 0.56 km² es agua.

## Demografía
Según el censo de 2010, había 8111 personas residiendo en Cambridge. La densidad de población era de 408,04 hab./km². De los 8111 habitantes, Cambridge estaba compuesto por el 94.53% blancos, el 1% eran afroamericanos, el 0.49% eran amerindios, el 1.39% eran asiáticos, el 0.02% eran isleños del Pacífico, el 0.46% eran de otras razas y el 2.11% pertenecían a dos o más razas. Del total de la población el 1.73% eran hispanos o latinos de cualquier raza.